# Władysław Kołaczkowski
Władysław Kołaczkowski (ur. 26 maja 1892 w Strzyżewicach, zamordowany 2 września 1942 w Dobużku) – major artylerii Wojska Polskiego II Rzeczypospolitej, kawaler Krzyża Srebrnego Orderu Wojskowego Virtuti Militari.

## Życiorys
Syn Edwarda i Pauliny z domu Suskiej. Matka pochodziła z ziemiańskiego rodu osiadłego w powiecie grójeckim.
Ukończył Akademię Handlową w Lipsku, a po odbyciu jednorocznej służby wojskowej został mianowany podporucznikiem rezerwy. Powołany do armii rosyjskiej, w której służył w latach 1914–1918. Od listopada 1918 roku w odrodzonym Wojsku Polskim, w stopniu porucznika przydzielony został do 3 dywizjonu artylerii konnej. W roku 1919 ukończył Szkołę Oficerów Jazdy w Starej Wsi pod Warszawą. W czasie wojny polsko-bolszewickiej dowodził 1 baterią 3 dak-u. Odznaczył się w trakcie bitwy pod Komarowem (31 sierpnia 1920 r.) kiedy to ogniem swych dział odrzucił atak brygady kawalerii z 1 Armii Konnej Siemiona Budionnego, umożliwiając tym samym przegrupowanie i skuteczne natarcie polskiej jeździe. Za wykazane wówczas męstwo porucznik Władysław Kołaczkowski odznaczony został Krzyżem Srebrnym Orderu Virtuti Militari, co zostało następnie potwierdzone dekretem Wodza Naczelnego marszałka Józefa Piłsudskiego L. 11434.VM z dnia 3 lutego 1922 roku (opublikowanym w Dzienniku Personalnym Ministerstwa Spraw Wojskowych nr 2 z dnia 18 lutego 1922 roku).
Na dzień 1 czerwca 1921 roku, pozostając oficerem 3 dywizjonu artylerii konnej, posiadał już rangę kapitana. Dekretem Naczelnika Państwa i Wodza Naczelnego z dnia 3 maja 1922 r. (dekret L. 19400/O.V.) został zweryfikowany stopniu majora ze starszeństwem z dniem 1 czerwca 1919 roku i 145. lokatą w korpusie oficerów artylerii.
W tym samym roku (1922) został przeniesiony do rezerwy. Poświęcił się wówczas gospodarowaniu w swoim majątku w Dobużku. W czasie okupacji niemieckiej działał w konspiracji i organizował samoobronę miejscowej ludności przed ukraińskimi nacjonalistami. W dniu 2 września 1942 roku został otoczony przez Ukraińców w swym majątku i przez nich zamordowany. Pochowany na cmentarzu w Nabrożu. Żoną Władysława Kołaczkowskiego była Maria z domu Rzuchowska (pochodząca z ziemiaństwa), z którą miał syna Zbigniewa oraz córki Teresę, Annę i Marię.

## Ordery i odznaczenia
- Krzyż Srebrny Orderu Wojskowego Virtuti Militari nr 2024[5]
- Krzyż Walecznych